# Julio San Emeterio
Julio San Emeterio (Torrelavega, Cantábria, 31 de março de 1930 – San Felices de Buelna, Cantábria, 28 de abril de 2010) foi um ciclista espanhol, profissional entre 1954 e 1965. O seu maior sucesso desportivo obteve-o em 1959 ao conseguir 1 vitória de etapa na Volta a Espanha.

## Palmarés
- 1954
  - Circuito Montanhês

- 1957
  - Zumárraga

- 1958
  - 1 etapa na Volta à Catalunha

- 1959
  - 1 etapa na Volta a Espanha
  - Avilés

- 1961
  - 1 etapa na Volta à Catalunha